# Университет Париж-VIII
Университетът Париж-VIII: Венсен-Сен Дени (на френски: Université de Vincennes à Saint-Denis) е френски държавен университет, един от 13-те университета, наследници на Парижкия университет. Днес университетът е самостоятелна обществена институция, която е част от Université Paris Lumières. Занятията в повечето бакалавърски програми се провеждат на френски.
Университетът е основан като отговор на събитията от май 1968-а. Този отговор има две съставки: от една страна, представлява реакция на симпатия към студентските искания за повече свобода, но от друга, е и жест към движението на студентите извън центъра на Париж, и по-специално на онези от Латинския квартал, където се провеждат улични боеве през 1968 г.

## История
Новата експериментална образователна институция е основана във Венсен на 1 януари 1969 г. с названието Centre Universitaire Expérimental de Vincennes (C.U.E.V.). През 1971 г. придобива пълноправен университетски статут е прекръстена на Université Paris VIII. След като се премества през 1980 г. в Сен Дени, университетът се превръща в най-големия образователен и изследователски център в областта на хуманитаристиката в региона Ил дьо Франс.

### Бурни години
Веднага след откриването си университетът се превръща в обединителен център на революционерите от 1968-а, като почти веднага е окупиран от радикални студенти и така става сцена на яростни сблъсъци с полицията.
Бързо университетът се прочува с радикалния си философски департамент, отначало само свързван, а след това и реално оглавен от Мишел Фуко, който в този момент от живота си е войнствено настроен, участва в студентската окупация и хвърля гранати по полицаите, обкръжили университета. Но истински скандал е предизвикан не толкова около този инцидент с Фуко, а покрай един от другите преподаватели по философия, дъщерята на Жак Лакан Жудит Милер, която не само е член на комунистическата партия, като повечето от преподавателите в университета, но и маоистка. Милер е уволнена от френския министър на образованието, след като заявява в радио интервю, че университетът е капиталистическа институция и че тя ще се опита да влоши функционирането му, доколкото може.

### Развитие след 80-те години
След вълненията в края на 60-те години университетът се пренастройва към основното русло на академичния живот във Франция, развивайки нови департаменти и назначавайки нови професори. През 1980 г. по нареждане на Алиса Соние-Сеите, министър за висшето образование, университетът се премества в предградието Сен Дени. Преместването става срещу желанието на студентите и преподавателите, които цели четири години се опитват да договорят връщане на университета във Венсан.
След преместването си Университетът Париж-VIII разгръща капацитет от 24 хиляди студента. Превръща се в международно значимо академично средище главно заради департаментите си по политически науки, кино, информационни науки и джендърни изследвания.

## Партньорства
Университетът Париж-VIII има договори за сътрудничество с различни университети из целия свят, сред които Калифорнийския университет в Бъркли, Филмовата академия в Пекин, Бостънския университет и Берлинския университет.

## Президенти на университета
- 1971 (при учредяването): Бернар Моргенбесер
- 1971 (март-юни): Мишел Бо
- 1971 – 1976: Клод Фриу
- 1976 – 1980: Пиер Мерлен
- 1981 – 1986: Клод Фриу
- 1987 – 1991: Франсин Демишел
- 1991 – 1996: Ирен Сокологорски
- 1997 – 2000: Рено Фабр
- 2001 – 2006: Пиер Люнел
- 2006 – 2012: Паскал Бинцак
- 2012 – 2016: Даниел Тартаковски
- От 2016: Аник Алегр

## Почетни доктори на университета
- 2014. Гаятри Чакраворти Спивак, литературовед и културолог
- 2014. Арчи Шеп, джаз композитор и саксофонист
- 2014. Ахиле Мбембе, историк и политолог
- 2013. Абдеррахман Сисако, режисьор, продуцент
- 2012. Михаел Ханеке, режисьор
- 2011. Елена Понятовска, писател и журналист
- 2011. Томаш Сеговия, писател и преводач
- 2009. Хоми Баба, постколониален теоретик
- 2009. Жан Зиглер, социолог
- 2006. Абду Диуф, генерален секретар на Франкофонската общност
- 2005. Нелсън Мандела, президент на РЮА
- 2005. Бубакар Жозеф Ндиае, музеен деец от Сенегал
- 2005. Жорди Пуйол, президент на Каталония
- 2005. Мигел Анхел Естрела, пианист и посланик на Република Аржентина в ЮНЕСКО
- 2004. Антанас Мокъс, математик и епистемолог
- 2004. Корнъл Уест, философ
- 2003. Марилена Чауи, философ
- 1999. Барбара Хендрикс, певица
- 1999. Хумберто Джанини, чилийски философ и писател
- 1997. Шигехико Хасуми, литературовед и киновед
- 1997. Юсеф Шахин, режисьор, актьор, сценарист и продуцент
- 1997. Юрген Хабермас, философ и социолог
- 1997. Ричард Рорти, философ
- 1996. Хауърд Сол Бекър, социолог
- 1996. Еманюел Нунес, композитор
- 1996. Ибрахим Ругова, писател, президент на Косово

## Именити преподаватели
Философия
- Ален Бадиу
- Етиен Балибар
- Даниел Бенсаид
- Жил Дельоз
- Мишел Фуко
- Феликс Гатари
- Жан-Франсоа Лиотар
- Антонио Негри
- Жак Рансиер
- Рене Шерер

Психоанализа
- Жак Лакан
- Серж Льоклер
- Жак-Ален Милер

Политология и международни отношения
- Жосуе де Кастро
- Масри Феки

Икономика
- Костас Вергопулос

Информационни науки
- Арман Мателар

Психология
- Пиер Рабардел
- Тоби Нейтън (Етнопсихиатрия)

Хипермедии, нови медии и киберкултура
- Жислен Аземар
- Клод Балц
- Жан Клеман

Антропология
- Ален Берто

Социология
- Жан-Клод Пасерон
- Никос Пуланцас

Изкуства
- Франк Попър
- Жан Луи Боазие
- Елен Сиксу

Етномузикология
- Джована Марини